# Synchlora cupidenaria
Synchlora cupidenaria là một loài bướm đêm trong họ Geometridae.